# クラシックミステリー 名曲探偵アマデウス
『クラシックミステリー 名曲探偵アマデウス』（クラシックミステリー めいきょくたんていアマデウス）は、2008年4月から2012年3月まで放送されたNHKの音楽バラエティ番組。

## 概要
番組の舞台は、大都会の片隅にある不思議な探偵事務所。クラシック音楽にまつわる悩みに答え、世に名高い名曲の謎を解き明かす。
毎回訪れる依頼人の悩みを解決する。解決の鍵はクラシック音楽の名曲に隠されており、曲の構成や背景などを紐解いてゆくことで番組が進行する。ドラマの途中に演奏家や音楽学者による解説が入り、番組の終盤には演奏の抜粋が流れ、復習ができるようになっている。

## パイロット版
2008年2月、本放送に先立ち、ベートーヴェンの交響曲第7番を題材としたパイロット版（サブタイトルは、「“ベト7”はなぜロック少年を酔わすのか?」）が放送された。
所長は本放送と同じく天出臼夫役を筧利夫が演じているが、秘書は美空響役で中村ゆりが出演している。その他、調査依頼の会社員・斎藤洋一役で斎藤洋介、出前のラーメン店店員・炉璃井役でROLLYがそれぞれ出演、語りはクリス・ペプラーが担当した。

## 出演

### 登場人物
- 天出 臼夫（）：筧利夫
探偵事務所「アマデウス」所長。元天才指揮者であり、指揮者としてその将来を嘱望されていたが、ある事件をきっかけに指揮者から名曲探偵へと転身した。
20年以上前に他界した父も指揮者であり、また、現在はウィーンの天出邸で暮らしている母[1]もピアニストという音楽一家に生まれ、誕生した際の産声が見事な音階であったため両親が驚き、「この子は天才モーツァルトの生まれ変わりに違いない」と考え、ヴォルフガング・アマデウス・モーツァルトにあやかって「臼夫」と命名された。幼少期には、忙しい両親に代わって天出家の教育係である室家良子（演：江波杏子）から、マナーや語学（ドイツ語、フランス語、ラテン語、イタリア語、スワヒリ語）を学んでいる。高校生の頃にはプログレッシブ・ロックに傾倒し、友人達とロンドンのライブハウスを巡るようになるとクラシックの伝統を重んじる父と衝突するようになり、勘当同然に家を追い出されてしまう。その後は世界の民族音楽にも関心を示し、世界中の音楽を聴くために放浪の旅に出ていたが、トルコで聴いた軍楽隊の音楽によって自身の原点を思い出し、クラシック音楽の世界に戻って指揮者となった。名曲探偵となった後も、母や教育係である室家からは、もう一度指揮者としてクラシックの世界に戻ってほしいと懇願されたが、名曲探偵であることに誇りを持っており、そのことを拒んでいる[2]（事件ファイル#79）。
指揮者を辞めるきっかけとなった「ある事件」についての詳細が語られることはなかったが、指揮者を辞めた後にモスクワにある名曲探偵の養成所へ入り、名曲探偵となった（事件ファイル#62）。
同じ大学の先輩であるディープ内藤には、自身の過去について何か弱みを握られているようであり、そのことで焦る場面もある。
依頼人に対して求婚紛いのことをしたり（事件ファイル#29など）、合コンをセッティングすると言われて依頼を引き受けてしまったり（事件ファイル#67）するなど、特に美しい女性に弱い一面がある。
レコードの盤面を見ただけで、そのレコードが何の曲のレコードか当てられるという特技がある（事件ファイル#22）。
ダンスの才能はあまり無いようで、忘年会で披露しようとしたムーンウォークを見た響から「バッタの後ろ歩き」と酷評された（事件ファイル#51）。
歌謡曲や将棋、お笑いなど、クラシック音楽以外のことにも造詣が深いが、「リアル・クローズ」を「リアル・ズロース」と言い間違えたりする（事件ファイル#16）など、ファッションや流行に関しては疎い一面もある。

- 響 カノン（）：黒川芽以
探偵事務所「アマデウス」助手。クラシック音楽には疎いが、音感だけは抜群。
天出のことは「所長」と呼び、天出からは「響君」と呼ばれている。自身の親代わりとなっている[3]天出を慕っており、また、天出に対して恋愛感情のようなものを見せる[4]場面もあるが、天出からは巧くはぐらかされている。
楽天家であり、特に食べ物のことになると途端に活き活きとするが、生まれてすぐに父親が家を出て行ってしまい、父親の顔を知らずに育ったこともあり、事件ファイル#83では亡くなった父親に対して侮蔑的な発言をした依頼人に対して思わず怒りの感情を見せるシーンもあった。
また、思ったことをすぐ口にしてしまい、そのことで依頼人を怒らせたり傷付けてしまう場面もあり、天出から叱られることも多々ある[5]。

- ディープ内藤（）：高橋ひとみ
売れない女流ミステリー作家。天出の大学時代の先輩であり、天出のことを「うすおちゃん」と呼び、天出からは「先輩」と呼ばれている。これまでに6回登場し、天出に仕事を依頼しては、その成果をネタに本を書いている[6]。
天出の過去についてもよく知っているようで、ウィーンから帰国し、傷心で家に引きこもり状態となった天出に、「日本の音を取り戻させる」と称して半ば強制的にカラオケスナックに連れ出したり、「湖のほとりの別荘に籠って、愛情を育み、そして、歴史に残る愛の名作ミステリーを書くの！」と言って天出を3泊4日の旅へ連れ出そうとするなど、強引な面も多々見られる（事件ファイル#87）。
最後の登場回である事件ファイル#87のラストで、国際的に活躍する15歳年下の探偵とお互いに一目惚れで結ばれ、その彼と一緒に探偵小説を書くという趣旨のメールを天出に送り、そのまま旅立っていった。
また、事件ファイル#55において、本名が内藤 うた子（）であることが明かされた。

### ナレーション
- 阪脩
ナレーションであるため、基本的には声のみの出演であるが、事件ファイル#50と#90においては顔出し出演もしている。

### 解説等
- 野本由紀夫 - 玉川大学芸術学部教授。
基本的には解説パートのみでドラマパートには出演していないが、例外として事件ファイル#91では、オーケストラに極秘潜入した響と直接会話するシーンがある。
- 平野昭 - 静岡文化芸術大学教授。
- 室田尚子 - 音楽評論家。
- 安田和信 - 音楽評論家。
- 千住明 - 作曲家。
- 仲道郁代 - ピアニスト。
- 小山実稚恵 - ピアニスト。
- 野平一郎 - ピアニスト。
- 千住真理子 - ヴァイオリニスト。
- 鈴木雅明 - バッハ・コレギウム・ジャパン音楽監督。

## 放送時間
いずれも日本標準時。
- 2010年3月
- BShi
  - 日曜 20:00 - 20:44
  - 火曜 8:00 - 8:44（「街道てくてく旅」放送中は15分遅れ）
  - 土曜 12:00 - 12:44
- BS2
  - 金曜 8:00 - 8:44
  - 金曜 23:00 - 23:44
- NHK総合
  - 金曜 15:15 - 15:59（休止あり）

2010年4月 - 2011年3月
太字は新たに変更される放送時間。
- BShi
  - 月曜 19:00 - 19:44
  - 火曜 8:00 - 8:44
  - 木曜 0:00 - 0:44（水曜深夜）
- BS2
  - 日曜 18:00 - 18:44
  - 木曜 16:00 - 16:44
- 総合
  - 2010年3月で終了（該当後枠は「ろーかる直送便」）

2011年4月 -
- BSプレミアム
  - 土曜 13:00 - 13:44
  - 火曜 17:00 - 17:44

2011年8月8日 - 8月11日（特集 オーケストラのすべて）
- BSプレミアム
  - 月曜 - 木曜 18:00 - 18:44

## 各話リスト
| 話数 | サブタイトル                                                                                             | 依頼人                                                         | 依頼人の職業                    |
| ---- | --- | -------------------------------------------------------------- | ------------------------------- |
| 1    | 謎の高校生失踪事件 〜モーリス・ラヴェル「ボレロ」                                                        | 吹田奏子 （キムラ緑子）                                        | 教頭先生                        |
| 2    | 愛妻はどこへ消えた？ 〜ブラームス「交響曲第4番」                                                         | 太西 治 （日野陽仁）                                           | サラリーマン                    |
| 3    | わたしは上司に殺される！ 〜バッハ「ゴールトベルク変奏曲」                                                | 尾治としのり （尾美としのり）                                  | サラリーマン                    |
| 4    | 遺（のこ）された楽譜の謎 〜チャイコフスキー 交響曲第6番「悲愴」                                          | 千葉しずか （根岸季衣）                                        | 主婦                            |
| 5    | 八つ橋村の怪文書 〜シューベルト「弦楽四重奏曲・ニ短調・死とおとめ」                                      | 八橋弦太郎 （佐藤正宏）                                        | 八つ橋村 村長                   |
| 6    | 皿の上のミステリー 〜ドビュッシー「前奏曲集」                                                            | 飛石蔵人 （梶原善）                                            | シェフ                          |
| 7    | 悪魔のようなアイツ 〜モーツァルト「ピアノ協奏曲第20番」                                                  | 恋路ゆき乃 （櫻井淳子）                                        | 銀座の高級クラブのママ          |
| 8    | 美酒は謎の味わい 〜シベリウス「交響詩フィンランディア」                                                  | 小樽もろみ （須藤理彩）                                        | 酒蔵の若女将                    |
| 9    | 狙われた花嫁 〜ベートーベン「ピアノ・ソナタ “月光”」                                                     | 曽名田ひかる （西尾まり）                                      | OL                              |
| 10   | ピアニスト刑事（デカ）、危機一髪 〜シューマン「こどもの情景」                                            | 橘 明日香 （斉藤由貴）                                         | 女優                            |
| 11   | 恐怖の妄想デート 〜ベルリオーズ「幻想交響曲」                                                            | 夢見宅夫 （坂本真）                                            | 会社員                          |
| 12   | 神の手を持つ男 〜ラフマニノフ「ピアノ協奏曲・第2番」                                                     | 財前八郎 （風間トオル）                                        | 医者                            |
| 13   | オフィスを揺るがす郷愁のメロディー 〜ドボルザーク 交響曲第9番「新世界から」                              | 富士山太郎 （山崎樹範）                                        | サラリーマン                    |
| 14   | 殺しのプレリュード 〜ショパン「24の前奏曲」                                                              | ディープ内藤 （高橋ひとみ）                                    | 女流ミステリー作家              |
| 15   | 起死回生のホームラン 〜ガーシュウィン「ラプソディー・イン・ブルー」                                      | 星 二鉄 （ベンガル）                                           | 野球監督                        |
| 16   | 紬（つむぎ）の里から来た音盤 〜ムソルグスキー「展覧会の絵」                                              | 織部 覧 （濱田マリ）                                           | ファッションデザイナー          |
| 17   | 喋りすぎる男 〜リスト パガニーニ大練習曲「ラ・カンパネラ」                                               | 大下貞夫 （鈴木浩介）                                          | アナウンサー                    |
| 18   | 喪（うしな）われた王女を求めて 〜ラヴェル「亡き王女のためのパヴァーヌ」                                  | ディープ内藤 （高橋ひとみ）                                    | 女流ミステリー作家              |
| 19   | 音楽の神は街角に微笑（ほほえ）む？ 〜エリック・サティ「3つのジムノペディ」                               | フォークデュオ「夢と希望」 （夢:市川しんぺー 希望:中村まこと） | ストリートミュージシャン        |
| 20   | 愛と疑惑の二重奏 〜ベートーベン バイオリン・ソナタ 第9番 「クロイツェル」                                | 愛公路美樹麻呂 （志垣太郎）                                    | 元伯爵家                        |
| 21   | クリスマスに届いた呪いの人形 〜チャイコフスキー「くるみ割り人形」                                        | 隼 五郎 （篠井英介）                                           | カーデザイナー                  |
| 22   | ピエロの秘密 〜モーツァルト「クラリネット五重奏曲」                                                      | 道家典子 （市川実和子）                                        | サーカス団員・ゾウの飼育係      |
| 23   | たそがれの街の救世主 〜ベートーベン「交響曲第9番」（合唱つき）                                           | 遠藤豆子 （鷲尾真知子）                                        | 八百屋のおばさん                |
| 24   | 響カノンの名曲探偵修業 〜楽器の王様ピアノの秘密                                                          | 天出臼夫 （筧利夫）                                            | 名曲探偵                        |
| 25   | 謎の新薬とスパイの涙 〜マーラー「交響曲第5番」                                                           | 鈴木ひろし （野間口徹）                                        | ピザ屋 兼 スパイ                |
| 26   | 破門の謎掛け 〜バッハ「無伴奏チェロ組曲」                                                                | 大和亭東風 （菅原永二）                                        | 落語家                          |
| 27   | 学園パニック 呪われた式典曲 〜サン＝サーンス「動物の謝肉祭」                                             | 国数英理子 （宇津宮雅代）                                      | 大空小空学園 理事長             |
| 28   | 幻の秘宝を追え！ 〜ドビュッシー「牧神の午後への前奏曲」                                                  | 宝田金夫 （入江雅人）                                          | 元証券マン                      |
| 29   | 天出、恋の暴走 〜R．シュトラウス 「ティル・オイレンシュピーゲルの愉快ないたずら」                        | 早乙女麗子・早乙女テル （井川遥・小柴亮太）                    | キャビンアテンダント とその息子 |
| 30   | 大捜索！消えた息子の謎 〜シューベルト「さすらい人幻想曲」                                                | 甘江かほ子（麻丘めぐみ）                                       | 過保護な母親                    |
| 31   | 愛と葛藤の喫茶店 〜ヴィヴァルディ「バイオリン協奏曲集“四季”」                                            | 志岐春子・夏子（田畑智子）                                     | 喫茶店の跡取り娘                |
| 32   | あしたのジョウイチ 〜ショパン「ポロネーズ変イ長調“英雄”」                                                | 茅葺譲一（猪野学）                                             | ボクサー                        |
| 33   | 追いつめられた天才棋士 〜モーツァルト「交響曲 第41番 ジュピター」                                        | 神藤角成（伊嵜充則）                                           | 将棋棋士                        |
| 34   | 恋するアラフォー 〜サラサーテ「ツィゴイネルワイゼン」                                                    | 四十路近子（鈴木砂羽）                                         | ネット通販会社 社長             |
| 35   | 誘拐犯からのメッセージ 〜ワーグナー「ジークフリート牧歌」                                                | 大保志摩須（矢島健一）                                         | 刑事                            |
| 36   | ふるさとローカル線 駅弁ミステリー 〜シューベルト「ピアノ五重奏曲“ます”」                                 | 幕野内 豊（三上市朗）                                          | 駅弁づくりの店三代目            |
| 37   | アガサの就活作戦 〜チャイコフスキー「ピアノ協奏曲第1番」                                                 | 山田アガサ（上野なつひ）                                       | 就活中の女子大生                |
| 38   | 記憶をなくした男 〜フランク「バイオリン・ソナタ イ長調」                                                 | 記憶喪失の男（伊達暁）                                         | 不明                            |
| 39   | 河童の里の騒動記 〜スメタナ「交響詩“わが祖国”より“モルダウ”」                                            | 山川こうじ（渡辺哲）                                           | 建設会社社長                    |
| 40   | 月の光は裏切りのメロディー 〜ドビュッシー「月の光」                                                      | ディープ内藤（高橋ひとみ）                                     | 女流ミステリー作家              |
| 41   | 妖精の危険なささやき 〜メンデルスゾーン「真夏の夜の夢」                                                  | フェアリー舞子（美保純）                                       | 占い師                          |
| 42   | 海底からの遺言状 〜ボロディン「ダッタン人の踊り」                                                        | 海野宝（蟹江一平）                                             | さびれた旅館の跡継ぎ            |
| 43   | ツッパリ高校生 宇宙を駆ける 〜ホルスト 組曲「惑星」                                                      | 真路暮太（山口龍人）                                           | ツッパリ高校生                  |
| 44   | パニック！声をなくしたDJ 〜ベートーベン ピアノ・ソナタ「悲愴」                                           | ハートフル泉（金剛地武志）                                     | ラジオのDJ                      |
| 45   | 連続ミステリー 愛と葛藤の喫茶店 シーズン2 〜ヴィヴァルディ 「バイオリン協奏曲集“四季”」秋・冬編          | 志岐秋子・冬子（田畑智子）                                     | 喫茶店の跡取り娘                |
| 46   | 響が結婚？プロポーズ大作戦 〜ショパン「練習曲集」作品10                                                  | 米谷豊作 （細田よしひこ）                                      | パン職人                        |
| 47   | 恋愛小説家の恋わずらい 〜リスト「エステ荘の噴水」                                                        | 恋野巧 （羽場裕一）                                            | 恋愛小説家                      |
| 48   | 毒か薬か？名曲に仕掛けられたワナ 〜ショスタコーヴィチ「交響曲第5番」                                     | 舘直志 （神保悟志）                                            | 企業の再生屋                    |
| 49   | アツアツ！駆け落ち狂騒曲 〜プロコフィエフ「ロメオとジュリエット」                                        | 備前島一徹 （村松利史）                                        | ラーメン店 店主                 |
| 50   | 蘇（よみがえ）った老木の謎 〜ヤナーチェク「シンフォニエッタ」                                            | 大木種夫（不破万作）                                           | オールド・ツリー・ドクター      |
| 51   | アタシのどこがいけないのよ！アラサーOL魂の叫び 〜フォーレ「レクイエム」                                  | 酒田 梅（松永京子）                                            | 庶務課のOL                      |
| 52   | 割り切れません！数学教師のSOS 〜武満徹「ノヴェンバー・ステップス」                                       | 四角四面子（ふせえり）                                         | 数学教諭                        |
| 53   | 呪われた超絶マジック 〜パガニーニ「24の奇想曲」                                                          | 2代目 マジカル・ジョーカー （山田まりや）                      | マジシャン                      |
| 54   | 跡目争いに乱れ花 〜ブラームス「交響曲第1番」                                                             | 古風美月（奥田恵梨華）                                         | 花道家                          |
| 55   | 眠れる美女 愛の連弾事件 〜ラヴェル「マ・メール・ロア」                                                   | ディープ内藤（高橋ひとみ）                                     | 女流ミステリー作家              |
| 56   | 妻が遺（のこ）した“婚活”のアリア？ 〜バッハ「組曲第3番ニ長調」                                           | 恋谷妻夫（小倉一郎）                                           | 婚活に消極的な中年男性          |
| 57   | 懐メロ歌手 復活のタンゴ 〜ピアソラ「リベルタンゴ」                                                       | フランシーヌ村木（斉木しげる）                                 | 落ち目の演歌歌手                |
| 58   | 大ピンチ！走れない女 〜ストラヴィンスキー「春の祭典」                                                    | 風切ハシル（雛形あきこ）                                       | 駅伝ランナー                    |
| 59   | 黙秘の理由（ワケ） 〜シューベルト「交響曲第7番《未完成》」                                               | 大保志摩須（矢島健一）                                         | 刑事                            |
| 60   | 葬送行進曲ミステリーツアー 〜ショパン「ピアノ・ソナタ第2番《葬送》」                                     | 田比行夫（石井正則）                                           | ツアーコンダクター              |
| 61   | ベストセラー！「人生最悪からの脱出法」 〜チャイコフスキー「交響曲第4番」                                 | 高句 登（近藤公園）                                            | 出版社 社長                     |
| 62   | 対決！2人の名曲探偵 〜モーツァルト「アイネ・クライネ・ナハトムジーク」                                   | 竜 飛彦（白井晃）                                              | もうひとりの名曲探偵            |
| 63   | 芸能スクープか？あいかた失踪事件 〜シューマン「幻想曲 ハ長調」                                           | 青子（MEGUMI）                                                 | お笑いコンビの片割              |
| 64   | 教え子のSOS 少年は魔王を見たか？ 〜シューベルト「歌曲 “魔王”」                                           | 美島教子（広岡由里子）                                         | 美術教師                        |
| 65   | カーテンコールはワルツの調べ 〜ヨハン・シュトラウス「美しく青きドナウ」                                  | 戸垣ヨム（村上淳）                                             | 劇団「ガンバガンバ」座長        |
| 66   | 秘伝！ギョーザ狂詩曲 〜ラフマニノフ「パガニーニの主題による狂詩曲」                                      | 趙 右馬尹（甲本雅裕）                                          | 高級中華の料理人                |
| 67   | スパイ大作戦？「美女と巨人」 〜マーラー「交響曲第1番〈巨人〉」                                           | コードネーム1126（野間口 徹）                                  | 謎の産業スパイ                  |
| 68   | ドドーンと一発！夜空にベートーベン 〜ベートーベン「ピアノ・ソナタ第23番〈熱情〉」                        | 江戸屋花市（小林正寛）                                         | 花火師                          |
| 69   | 恋か妄想か？フランソワからの伝言 〜ドビュッシー「水に映る影」                                            | 小町和歌子（堀内敬子）                                         | パートタイマー                  |
| 70   | 天出戦慄！恐怖のメロディー 〜ムソルグスキー 交響詩「はげ山の一夜」                                       | 夢国つくる（金子貴俊）                                         | みちのく夢の国遊園地 専務       |
| 71   | 北欧美人はなぜ消えた？ 〜シベリウス「交響曲第2番」                                                       | 光TOKAGE（岩井秀人）                                           | カメラマン                      |
| 72   | “主夫”はツライよ！逆玉結婚大作戦 〜ハイドン「弦楽四重奏曲 “ひばり”」                                     | 日比野かじお（温水洋一）                                       | 専業主夫                        |
| 73   | 恋人が一大事！森のおにぎり事件 〜ウェーバー「魔弾の射手 序曲」                                           | 家田丸太（窪塚俊介）                                           | 輸入住宅の営業マン              |
| 74   | お抱え運転手 禁断のドライブ 〜ワーグナー「トリスタンとイゾルデ 前奏曲と愛の死」                          | 安善代一（山崎一）                                             | 大富豪の専属運転手              |
| 75   | 失われた記憶を求めて 〜ショパン「ピアノ協奏曲第2番」                                                     | 佐々木美音男（中山祐一朗）                                     | ペンションのオーナー            |
| 76   | 波間に消えた舟 女流作家最後の事件！ 〜ショパン「舟歌」                                                   | ディープ内藤（高橋ひとみ）                                     | 女流ミステリー作家              |
| 77   | ラブソング教室で大逆転？ 〜シューマン「詩人の恋」                                                        | 歌井 創（深沢敦）                                              | シンガーソングライター          |
| 78   | 歌姫の大抜擢！新米スタイリストの挑戦 〜ラヴェル「ピアノ協奏曲ト長調」                                    | 袖野えり子（浅見れいな）                                       | スタイリスト                    |
| 79   | ばあや見参！消えた家宝の行方 〜モーツァルト「ピアノ・ソナタ イ長調 トルコ行進曲付き」                    | 室家良子（江波杏子）                                           | 天出家の教育係                  |
| 80   | お嬢さまのあまーい挑戦 〜チャイコフスキー「白鳥の湖」                                                    | 白鳥姫子（藤井美菜）                                           | 「白鳥ファンド」令嬢            |
| 81   | ゲームの神様降臨？復活のハレルヤ 〜ヘンデル「メサイア」                                                  | 来栖聖人（村杉蝉之介）                                         | ゲームクリエイター              |
| 82   | おじいちゃんもビックリ？クラシックでローマ巡り 〜レスピーギ「ローマの松」                                | 茂場冴子（陽月華）                                             | 祖父思いのOL                    |
| 83   | 息子へ 亡き父からのメッセージ 〜ヴェルディ「レクイエム」                                                 | 氷川愛彦（忍成修吾）                                           | 不明                            |
| 84   | 花嫁さんいらしゃ～い！愛を呼ぶ連弾 〜ドボルザーク「スラブ舞曲集」                                        | 畑山米男（なだぎ武）                                           | 山奥村 花嫁募集実行委員長       |
| 85   | 眠気を誘う？恋文シンフォニー 〜ブルックナー「交響曲第7番」                                               | 安藤振久（きたろう）                                           | 大学教授                        |
| 86   | 今も君は光っている！グラドル復活大作戦 〜ブラームス「クラリネット・ソナタ第1番」                         | 江藤リサ（宮崎美子）                                           | 元グラビア・アイドル            |
| 87   | 追跡！名探偵を生む魅惑のバイオリン 〜チャイコフスキー「バイオリン協奏曲」                                | ディープ内藤（高橋ひとみ）                                     | 女流ミステリー作家              |
| 88   | 北斎もビックリ！名曲と浮世絵の不思議な関係 〜ドビュッシー「交響詩 “海”」                                 | 久留辺五郎（鶴見辰吾）                                         | 画家                            |
| 89   | ネット革命児の野望 〜バッハ「マタイ受難曲」                                                              | 坂場 誠（渡部豪太）                                            | ITベンチャー企業社長            |
| 90   | 特集 オーケストラのすべて 第1回 指揮者が明かすあの秘密・この不思議 〜ベートーベン「交響曲第5番【運命】」 | 唐谷卓人（佐戸井けん太）                                       | 居酒屋チェーン代表              |
| 91   | 特集 オーケストラのすべて 第2回 追跡！オケラ座の怪人 〜リムスキー＝コルサコフ「交響組曲 シェエラザード」 | オケラ座の怪人                                                 | 不明                            |
| 92   | 特集 オーケストラのすべて 第3回 背中で語るソリスト魂 〜ドボルザーク「チェロ協奏曲」                      | 桶田協子（横山めぐみ）                                         | マネージャー                    |
| 93   | 特集 オーケストラのすべて 第4回 巨大化するオケ その天国と地獄 〜マーラー「交響曲第2番【復活】」          | 飯田橋博士（正名僕蔵）                                         | ロボット開発                    |

## 制作
- 制作：NHK、テレコムスタッフ

## スタッフ
- 演出／石澤義典、浮田哲、井上春生、角田誠二、田島櫻子、羽根井信英、永岩祐介、長尾可奈子
- 構成／木村仁、たむらようこ
- リサーチ／高橋みほ、宇津木瞳子
- デスク／小巻博美
- プロデューサー／大伴直子、長嶋甲兵
- チーフプロデューサー／山田治宗
- 制作統括／安井浩志、菊池正浩